# De Ruijterkade

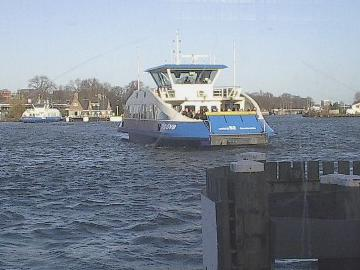
Veerpont van het GVB gezien vanaf de De Ruijterkade.

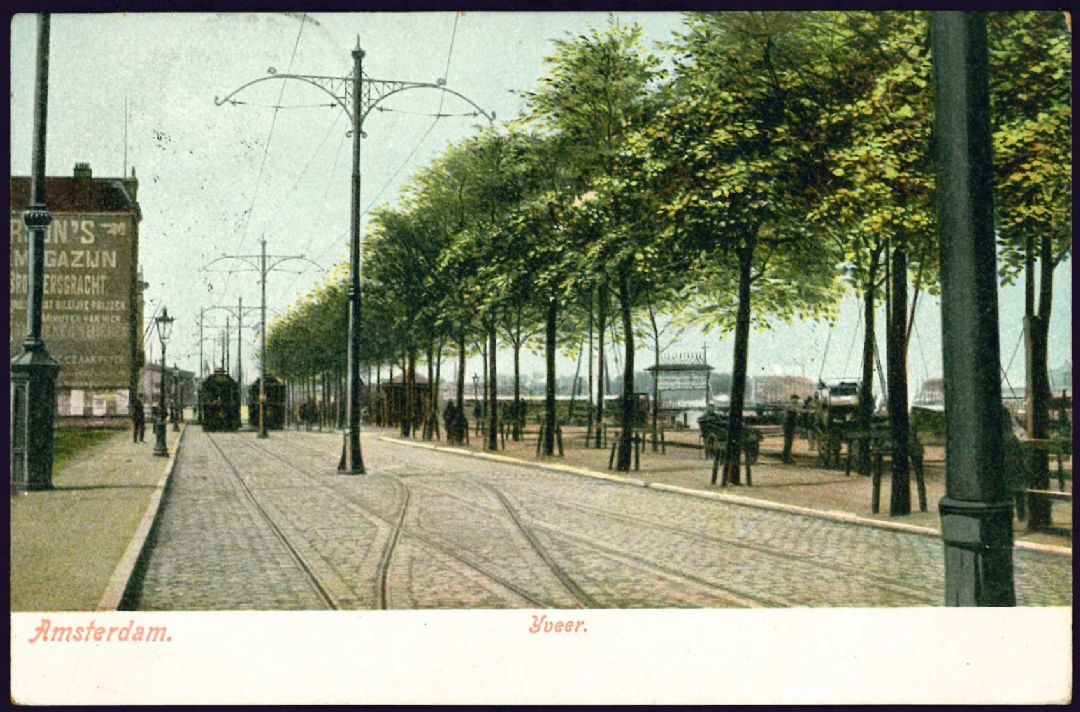
De De Ruijterkade in de beginjaren van de elektrische tram; circa 1906.

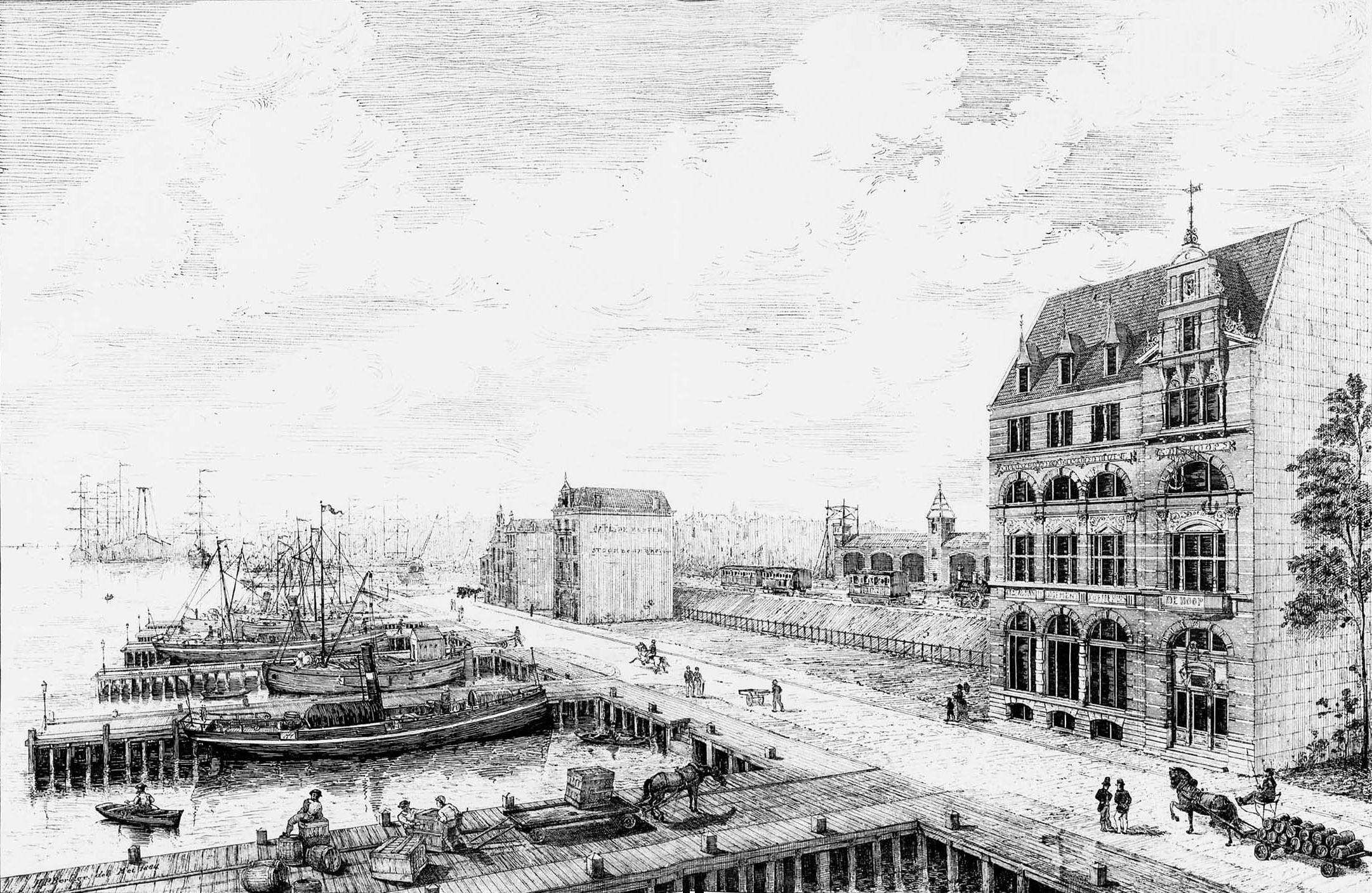
H.P. Berlage. De Ruijterkade; mei 1884.

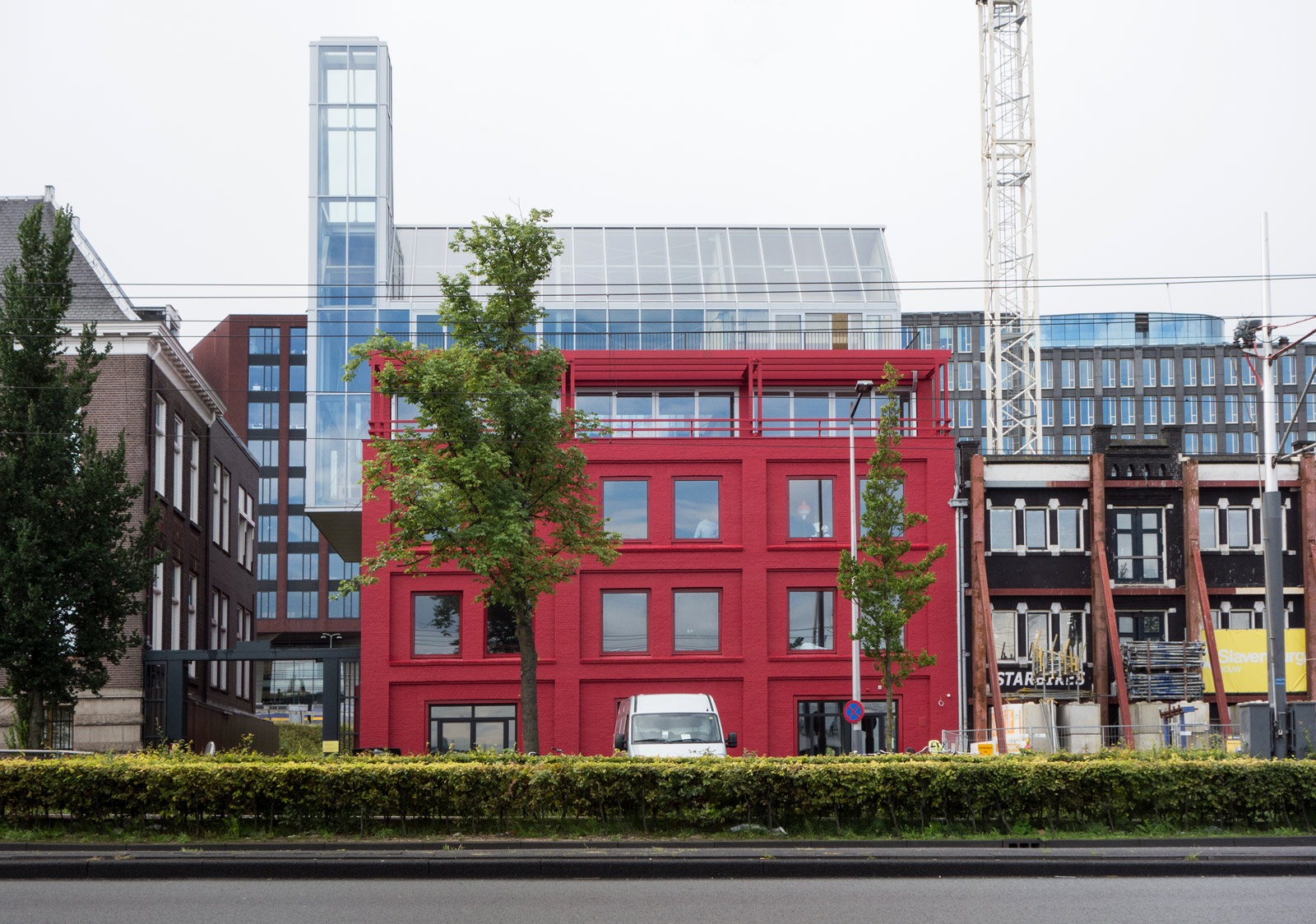
Spring House op De Ruijterkade 128

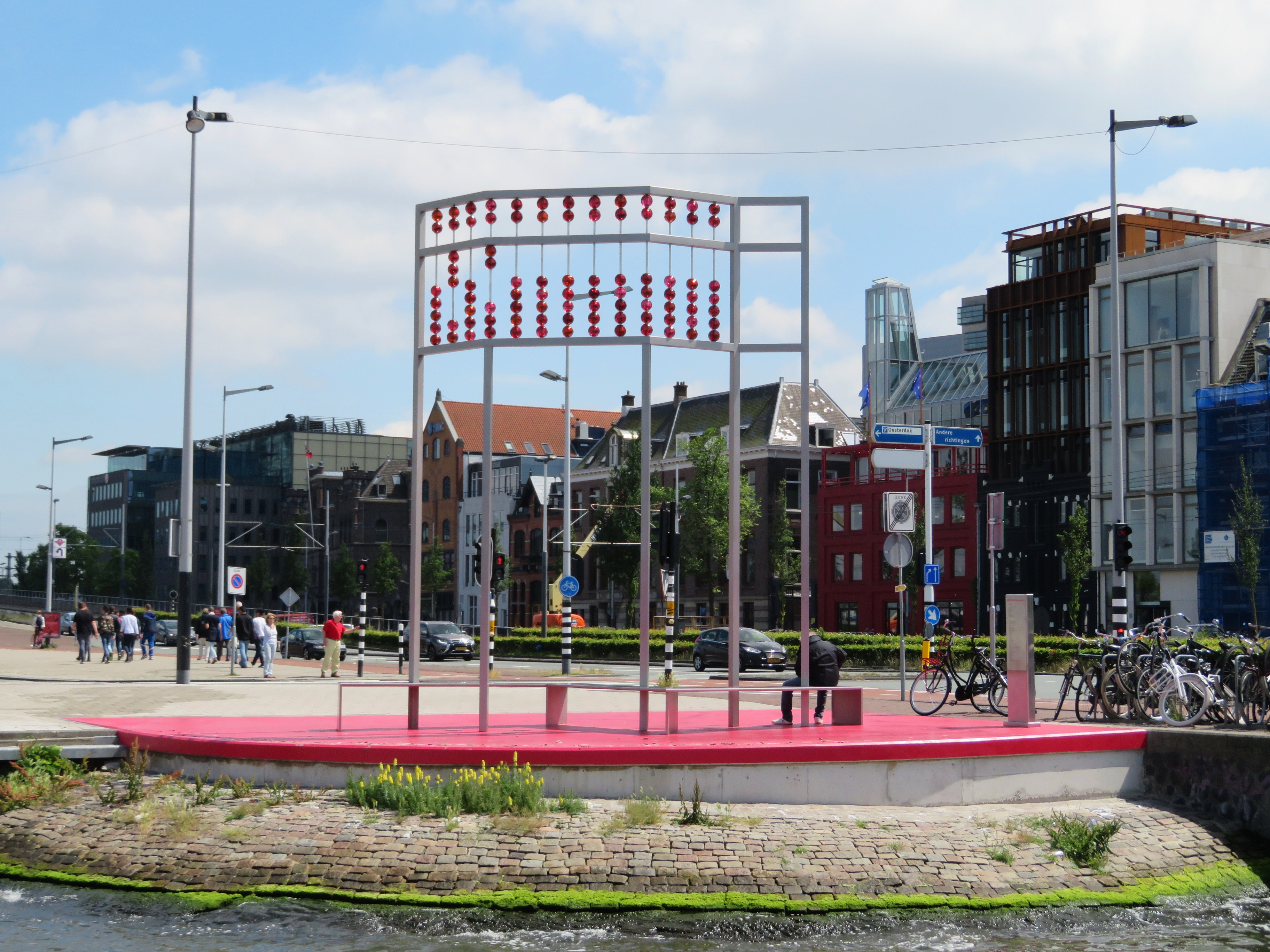
Het Aidsmonument, ontworpen door Jean Michel Othoniel en onthuld op 1 december 2016

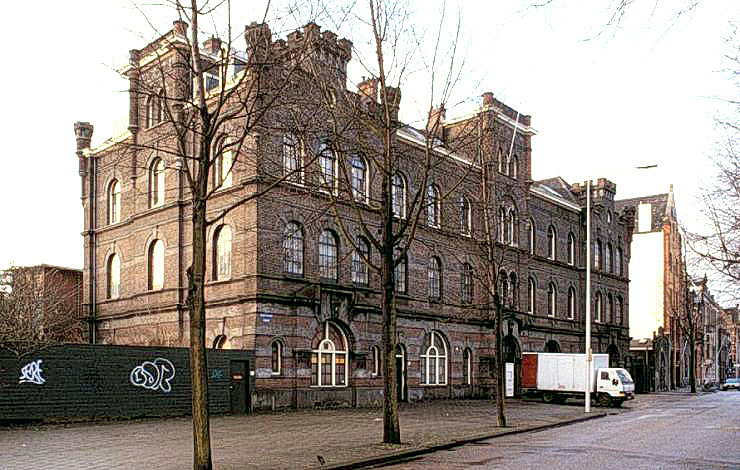
De brandweerkazerne (Kazerne Nico) aan de De Ruijterkade.

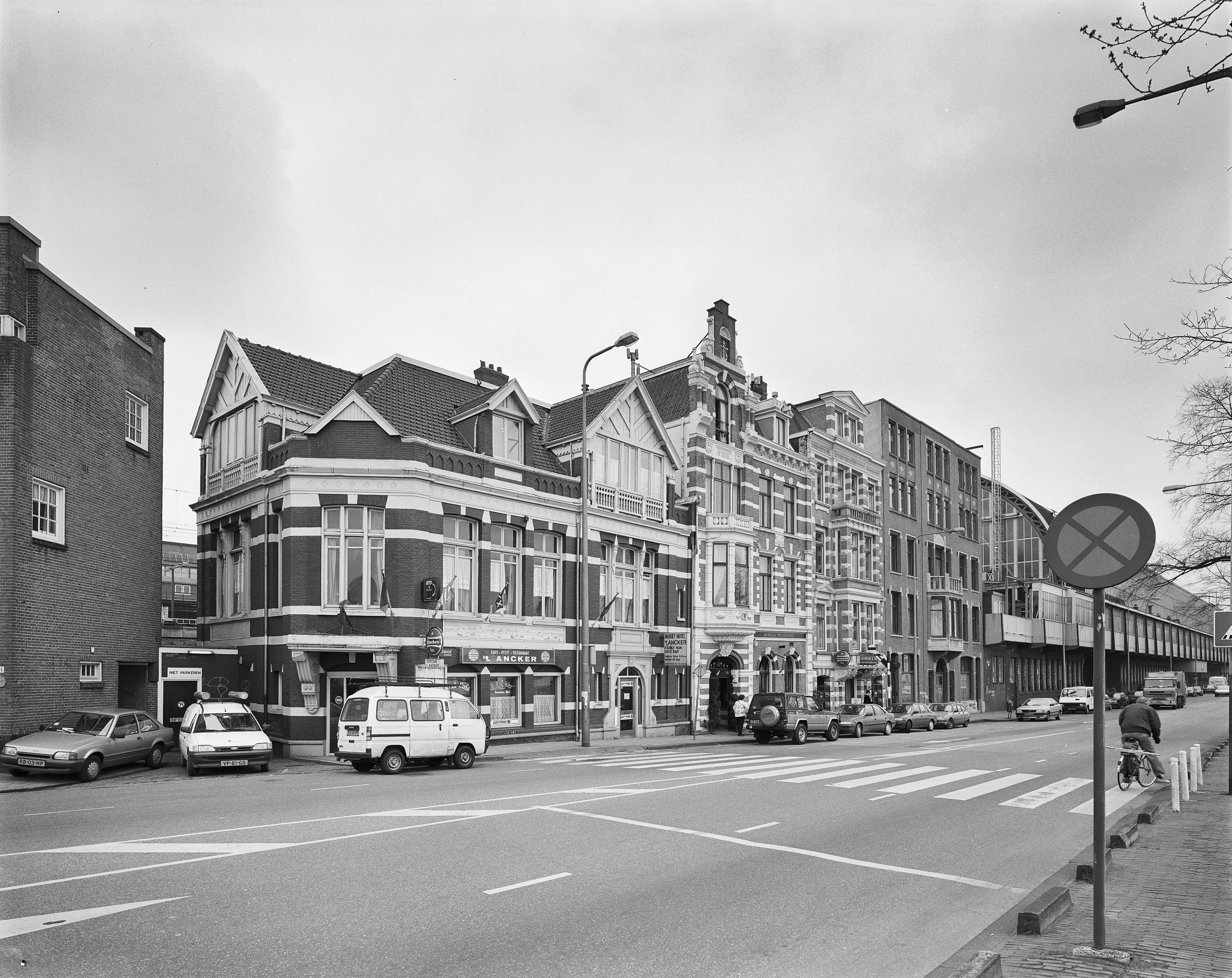
Monumentale huizen aan de De Ruijterkade die in de jaren negentig zijn afgebroken voor spooruitbreiding van het Centraal Station

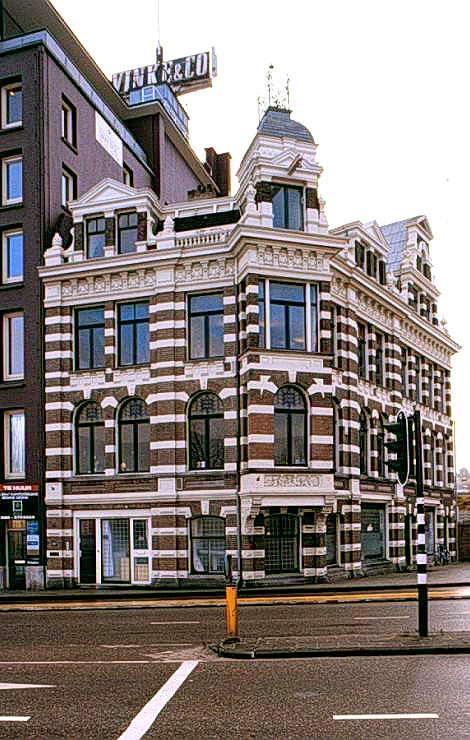
Hoekpand op De Ruijterkade 105.

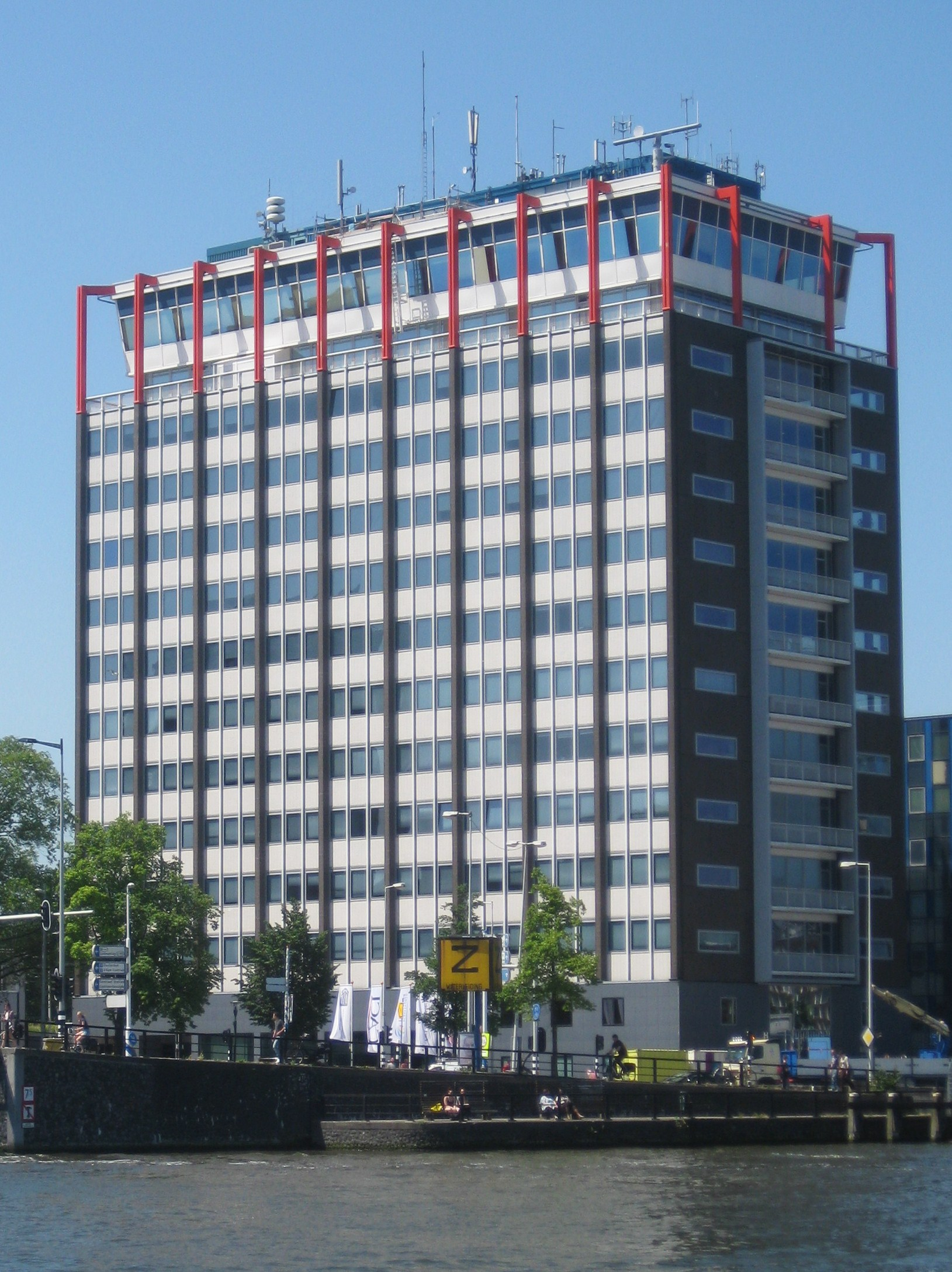
Het Havengebouw.

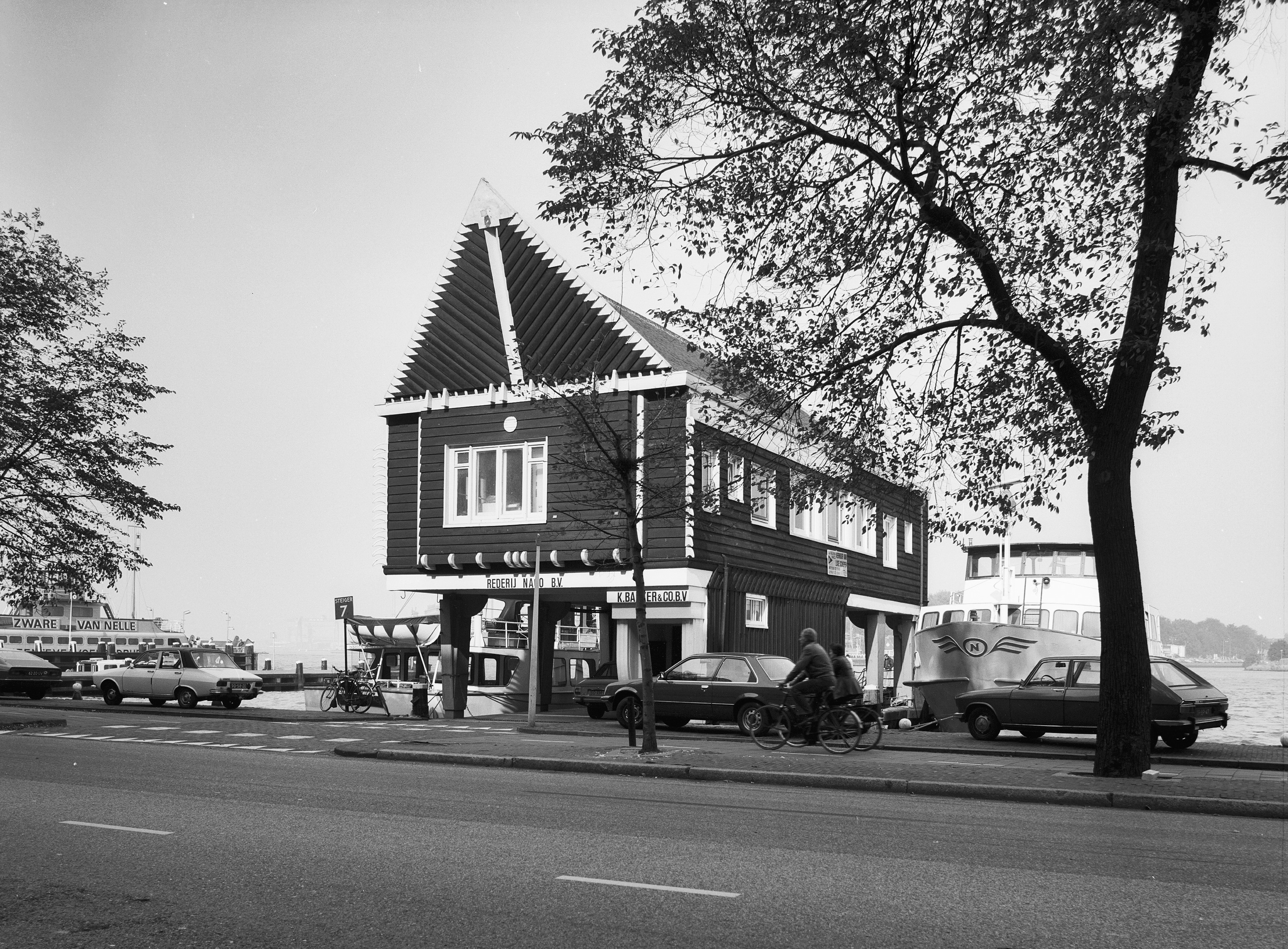
Het Kantoor van Koppe's Scheepsagentuur ('Minangkabause Huis'), op Steiger 7.

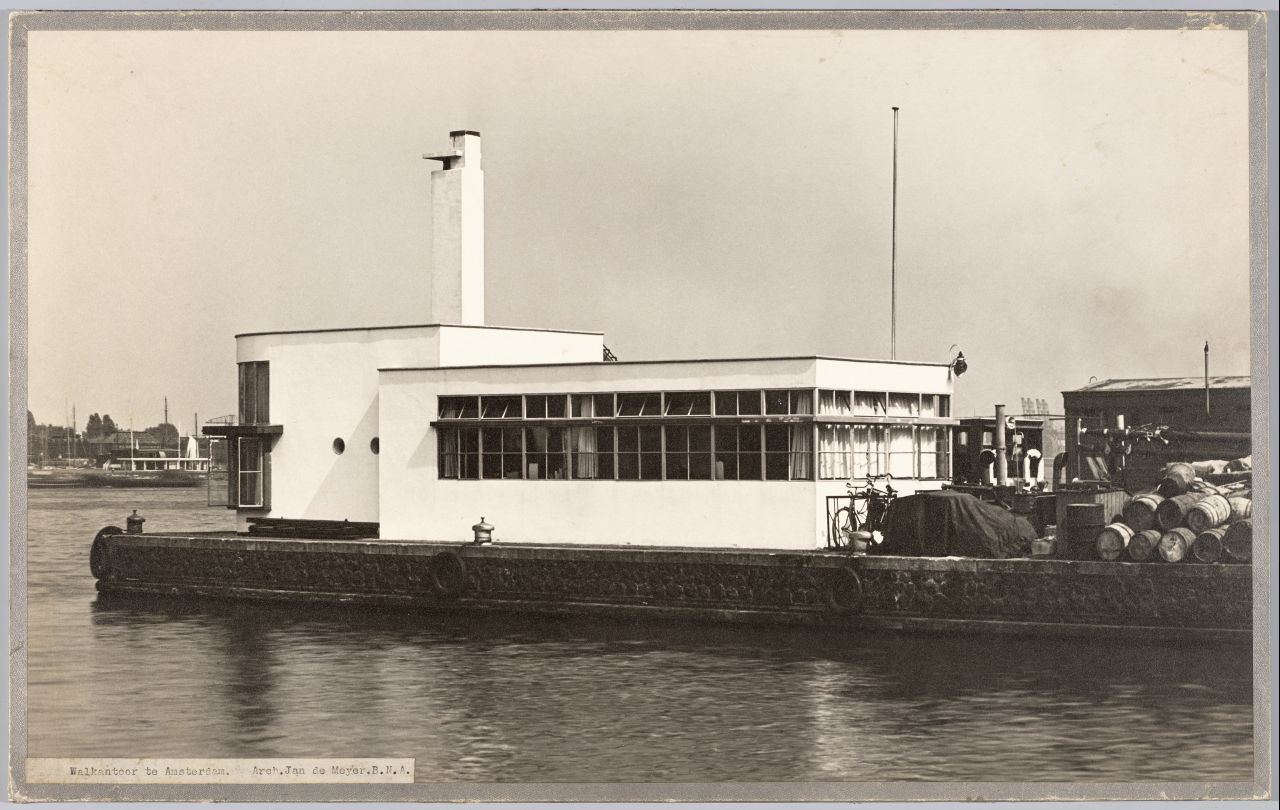
Rederijkantoor op Steiger 10.

De De Ruijterkade in Amsterdam ligt langs het IJ aan de noordzijde van het Centraal Station. De kade werd in 1880 aangelegd op het nieuwe Stationseiland, als deel van een herstructureringsproject van de vervoersstromen, in samenhang met de aanleg van het Noordzeekanaal en de uitbreidingen van het treinverkeer.
De De Ruijterkade is vernoemd naar Michiel Adriaenszoon de Ruyter (1607-1676), die hier ook dicht bij heeft gewoond. De spelling van de De Ruijterkade (en ook de Admiraal de Ruijterweg) is in Amsterdam met een ij, terwijl de naam van de naamgever meestal met een y wordt geschreven.
De straat ligt in het westelijk verlengde van de Piet Heinkade en eindigt bij de Westerdoksluis. Aan het eind loopt de straat verder naar links als Westerdokskade naar de Korte Prinsengracht. Aan het einde rechts loopt de route verder langs het IJ in noordwestelijke richting, over de brug van de Westerdoksluis en vervolgens als Westerdoksdijk op het Westerdokseiland. De huisnummering gaat echter van west naar oost.

## Geschiedenis
Als gevolg van de aanleg van het Noordzeekanaal breidden de havens van Amsterdam op andere plaatsen uit dan in de binnenstad. Het tracé van de spoorwegen rond het Centraal Station, sloot deze havens ook goeddeels af voor de grote vaart. Voor een deel van de binnenvaart werd achter het station de De Ruijterkade aangelegd en ze kreeg haar naam op 10 juni 1880, tijdens de bouw van het station. Vanaf deze tijd vertrokken de veren naar de overkant van het IJ van hieraf. Sinds 1897 werd de veerdienst verzorgd door de Gemeenteveren Amsterdam (GV). De De Ruijterkade werd vanaf 1880 het beurtvaartcentrum van Amsterdam, waar stoomboten vertrokken naar de belangrijkste bestemmingen van Noord- en West-Nederland.
Vanaf 2004 was een groot deel van de De Ruijterkade jarenlang een grote bouwput voor het project "IJsei": de bouw van een hooggelegen busstation, IJzijde geheten, met daaronder de Michiel de Ruijtertunnel voor auto's. Door de tunnel en het busstation verdween het autoverkeer van het maaiveld van dit deel van de De Ruijterkade zodat er een voetgangersgebied ontstond tussen het station en de aanlegplaatsen van de veren naar Amsterdam-Noord.

## Postcode
Bij de invoering van de postcode in Nederland (in 1977/'78) kreeg de kade, afgezien van postbussen (met postcodenummers 1000-1010), de laagste postcodes van Nederland. Dat waren aanvankelijk 1011 AA en AB voor de steigers. Deze postcodes zijn later vervangen, sindsdien is 1011 AC de laagste straat-postcode (voor de adressen van de kade op het Oosterdokseiland). Later (in 2018) kreeg de kade twee extra postcodes, namelijk de 1012 en de 1013.

## Gebouwen
Aan het westelijk deel van de De Ruijterkade bevinden zich het Havengebouw (1965) en het gebouw van de Amsterdamse Kamer van Koophandel. Tot de jaren vijftig stonden hier de locomotievenloods van het Centraal Station en de Vismarkt. Ook langs het emplacement van het Centraal Station stonden nabij de Oostertoegang en de Westertoegang (monumentale) huizen, die echter in de jaren negentig zijn verdwenen wegens uitbreiding van het spooremplacement.
Aan het oostelijke deel van de straat staan vijf rijksmonumenten, waaronder een brandweerkazerne (Kazerne Nico) uit 1889-1890.
Op de steigers stonden twee markante gebouwen. Sinds 1919 stond op Steiger 7 het Kantoor van Koppe's Scheepsagentuur, ook wel bekend als her 'Minangkabause Huis', aan de oostkant van het Centraal Station. Het werd ontworpen door G.F. la Croix (1877-1923) als kantoor en aanlegsteiger voor de voormalige Reederij Koppe. Sinds 1960 was het in gebruik als kantoor van de scheepvaartafdeling van de NACO, de Noordhollandsche AutoCar Onderneming. Voor de bouw van de autotunnel en het busstation moest het gebouw wijken en werd in Zaandam opgeslagen in afwachting van herbouw.
Ook het voormalige rederijkantoor van de West-Frieslandlijn op Steiger 10 is tijdelijk verwijderd en inmiddels herplaatst als horecagebouwtje en heet nu 'Pier 10'.

## Monumenten
Op wereldaidsdag (1 december) 2016 werd op De Ruijterkade het eerste aidsmonument, met de subtitel Living by numbers, in Europa onthuld, bestaande uit een groot telraam naar ontwerp van de Franse kunstenaar Jean-Michel Othoniel.

## Bruggen
In de De Ruijterkade liggen twee bruggen: over de Oostertoegang en de Westertoegang. Aanvankelijk waren dit draaibruggen. De brug over de Oostertoegang (brug nr. 276) werd in 1930 vervangen door een hefbrug met brugwachtershuis in Amsterdamse Schoolstijl naar ontwerp van Piet Kramer. De brug is gemeentelijk monument. Voor aanvang van de werkzaamheden aan de verbreding van de De Ruijterkade werd de brug gedemonteerd en opgeslagen in afwachting tot herplaatsing elders. Ter vervanging kwam er een vaste brug. De hefbrug zal een nieuwe plaats krijgen in de nieuwbouwwijk Houthavens.
De draaibrug over de Westertoegang werd in 1970 vervangen door een vaste brug.

## Openbaar vervoer
De De Ruijterkade lag en ligt in het middelpunt van een paar van de drukste vervoersstromen van Nederland en heeft daarom een belangrijke functie voor het openbaar vervoer.

### Veerdiensten
De De Ruijterkade is vertrekpunt van de veerponten over het IJ naar Amsterdam-Noord.
Anno 2017 zijn er drie reguliere veerdiensten over het IJ die hun vertrekpunt hebben aan de De Ruijterkade achter het Centraal Station.
- De Tolhuispont, officieel bekend als het Buiksloterwegveer.
- De pont naar de Meeuwenlaan (het IJpleinveer).
- De NDSM-veer naar het NDSM-terrein.

Het veer naar de Sumatrakade (Java-eiland) is per 1 september 2007 opgeheven.
Tot 1959 vertrok de Lemmerboot van steiger 4 of 5. 
Van 1998 tot eind 2013 vertrok hier ook de draagvleugelboot Fast Flying Ferry, een verbinding over het Noordzeekanaal tussen Amsterdam en Velsen.
Het IJpleinveer heeft sinds juli 2014 een wat meer oostelijk gelegen aparte steiger gekregen. Het IJpleinveer had vroeger, toen nog als Adelaarswegveer, zijn aanlegplaats ten oosten van de Oostertoegang nabij de Brandweerkazerne.
In de zomermaanden vaart het "Nieuwendammerbootje" op zondagen met een historisch IJveer naar Nieuwendam.

### Trams
Sinds mei 2005 rijdt tramlijn 26 (de IJtram) vanaf de Oostertoegang over het oostelijke gedeelte van de De Ruijterkade. Onder het busstation aan de oostzijde is voor tram 26 een calamiteitenlus aangelegd die wordt gebruikt bij stremminmgen op het Stationsplein.  
Van 7 mei 1904 tot 4 augustus 1921 had (onder andere) tramlijn 4 zijn eindpunt op de De Ruijterkade (ook de lijnen 2, 3 en 9 hebben kortere of langere tijd rond het Centraal Station gereden). Vanaf die datum tot 9 oktober 1944 reed tramlijn 22 als Kringlijn het rondje om het Centraal Station via de De Ruijterkade. Deze verbinding was vooral van belang voor de passagiers van en naar de IJveren.

### Bussen
Na de Tweede Wereldoorlog in 1950 nam bus 22, van 1951-1968 bus K, de functie van Kringlijn over. Tot  eind jaren zestig kon men namelijk niet dóór het Centraal Station van het Stationsplein naar de pont wandelen zonder het bezit van een perronkaartje. Toen dat niet meer nodig was verviel de noodzaak van een aparte (bus)dienst. Overigens is het anno 2023 weer niet toegestaan de passages door het station zonder een voor een treinreis geldige vervoerskaart te gebruiken maar kost het de reiziger die alleen passeert niets. Ook is er een mogelijkheid het station te passeren buiten het NS gebied.
Bus K werd in 1968 weer vernummerd in bus 22 en stak met de pont het IJ over en reed verder naar Oud-Noord, in 1973 werd de lijn vernummerd in bus 39, die tot 1992 van de pont gebruik bleef maken. Hierdoor kwam na 86 jaar een einde aan de ringlijn rondom het Centraal Station.

### Busstation IJsei
Sinds 2009 is er een busstation op verhoogd niveau. De bouw van het Busstation IJsei met daaronder een autotunnel heeft sinds 2004 tien jaar tijd gekost.
Het busstation wordt gebruikt door de stadsbussen naar Amsterdam-West en Amsterdam-Oost, de streekbussen met bestemmingen ten noorden van Amsterdam en in de Zaanstreek en alle nachtbussen zowel stad als streek. Ook wordt het busstation gebruikt door touringcars.    

## Nieuwe tunnels
De bouw van de Michiel de Ruijtertunnel startte in 2003, de ruwbouw kwam gereed in mei 2013. Op 13 juli 2015 werd de tunnel opengesteld voor het autoverkeer.
Aan de westzijde van het station, in het verlengde van de Westelijke Toegangsbrug, is de Cuyperspassage gerealiseerd, een tunnel voor voetgangers en fietsers (langzaamverkeerspassage), van de Martelaarsgracht naar de De Ruijterkade. Hoewel de tunnel al in 2013 is opgeleverd werd deze pas op 21 november 2015 geopend omdat de werkzaamheden aan de IJ-zijde nog niet eerder afgerond waren.
Onder het busstation en boven de autotunnel is op straatniveau de IJ-hal gebouwd, een nieuwe extra stationshal aan de noordzijde van het Centraal Station. Deze werd in juni 2015 geopend voor het publiek.
Aan de westzijde is in september 2015 een nieuwe taxistandplaats geopend, ter vervanging van die op het Stationsplein.
Sinds het doorgaande autoverkeer via de tunnel wordt geleid is er (meer) ruimte vrijgekomen voor het fiets- en voetgangersverkeer.

## Steigers
Aan de kade bevonden zich vele steigers voor schepen, meestal pieren genoemd. De steigers op het Stationseiland en ten westen daarvan waren van oost naar west genummerd: A en B, plus 1 tot en met 16; later van 1 tot en met 18. Vanaf 1880 was dit deel het beurtvaartcentrum van Amsterdam, voor binnenlands vervoer naar alle delen van Nederland. De Amsterdamse historicus Theo Bakker traceerde de maatschappijen en bestemmingen aan de steigers uit de periode 1890-1920:
| Steiger | Maatschappij(en)                                          | Bestemming(en)                             | Frequentie                   | Later                                          |
| ------- | --------------------------------------------------------- | ------------------------------------------ | ---------------------------- | ---------------------------------------------- |
| A       | Stoombootagent J.A. Gase                                  | Kampen, Deventer, Zutphen                  |                              |                                                |
| B       | Hoornsche Stoomboot Mij. Holland-Veluwe Lijn (vanaf 1928) | Hoorn Harderwijk                           | Beide dagelijks              | Gebrs. Van den Boom                            |
| 1       | Gemeenteveren IV en IVa                                   | Boorstraat, resp. Schellingwoude           |                              |                                                |
| 2       | Rederij Heemstra                                          | Harlingen, Enkhuizen                       | Dagelijks                    | Vanaf 1922 ook naar Maastricht                 |
| 3       | Hunzeboot                                                 | Harlingen, Leeuwarden, Groningen           | Dagelijks                    |                                                |
| 4       | Lemmerboot                                                | Lemmer, Groningen                          | Dagelijks (dag en nachtboot) |                                                |
| 5       | Amsterdam's Bevrachting- en Expeditiekantoor              | Elburg                                     |                              |                                                |
| 5       | Reederij Koppe                                            | Tilburg                                    |                              | 1922 Holland-Frieslandlijn                     |
| 6       | Reederij Koppe                                            | Kampen, Almelo, Zwolle, Sneek, Marken e.a. | Dagelijks                    |                                                |
| 7       | Gemeenteveer: Tolhuispont                                 |                                            |                              |                                                |
| 8       | Drentsche Stoomboot Maatschappij                          | Meppel, Apeldoorn, Bergen op Zoom          | Dagelijks                    | Dienst Meppel-Amsterdam in 1902 naar Verschure |
| 9       | H. Kolk                                                   | Purmerend, Alkmaar, Den Helder             | 9x/dag                       |                                                |
| 10      | Alkmaar Packet                                            | Zaandam, Alkmaar                           | ca. 10x/dag                  | Later afstemming van diensten met volgende     |
| 11      | Zaandamsche Stoomvaart Maatschappij                       | Zaandam, Alkmaar                           | 10x/dag                      | Later afstemming van diensten met voorgaande   |
| 12      | Reederij Gebr. Goedkoop                                   | IJmuiden, Velzen                           | 2x/dag                       | 1920 naar Alkmaar Packet                       |
| 13      | Nieuwe Leeuwarder Stoomboot Maatschappij                  | Harlingen, Leeuwarden, Franeker            | Dagelijks                    |                                                |
| 14      | Gemeenteveer III en IIIa                                  | Papaverweg, resp. Tuindorp Oostzaan        |                              |                                                |
| 15      | Rederij Rietveld                                          | Meppel, Zwartsluis, Genemuiden             |                              |                                                |
| 16      |                                                           | Apeldoorn, Bergen op Zoom                  |                              |                                                |

Met de invoering van de postcode werd "De Ruyterkade Steigers" als een straatnaam beschouwd. Deze 'straatnaam' is later vervallen. De meeste van de steigers zijn aan het eind van de 20e eeuw afgebroken. Op en bij de steigers liggen anno 2015 de aanlegplaatsen van de veren naar Amsterdam-Noord. Ook de draagvleugelboot Fast Flying Ferry naar Velsen legde tot 2013 hier aan op steiger 14.
Op het Oosterdokseiland is een steiger voor cruise-schepen, de vier aanlegplaatsen worden Steiger A, B, C en D genoemd.

## Afbeeldingen

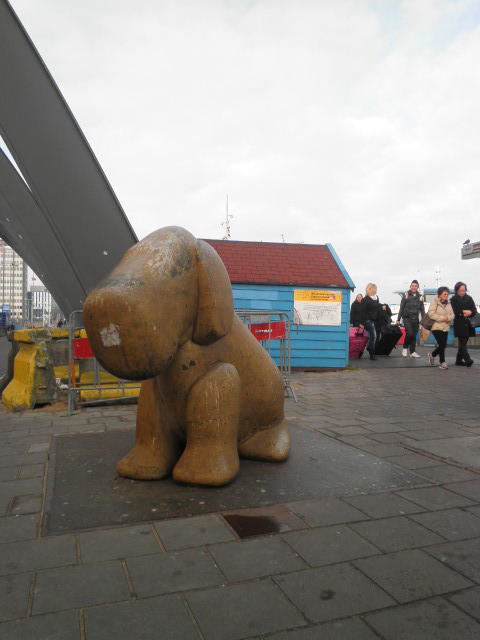
Waakhond van het Stationseiland, beeld van Tom Claassen uit 2007. Sinds 2016 staat dit beeld op het Hoofddorpplein.
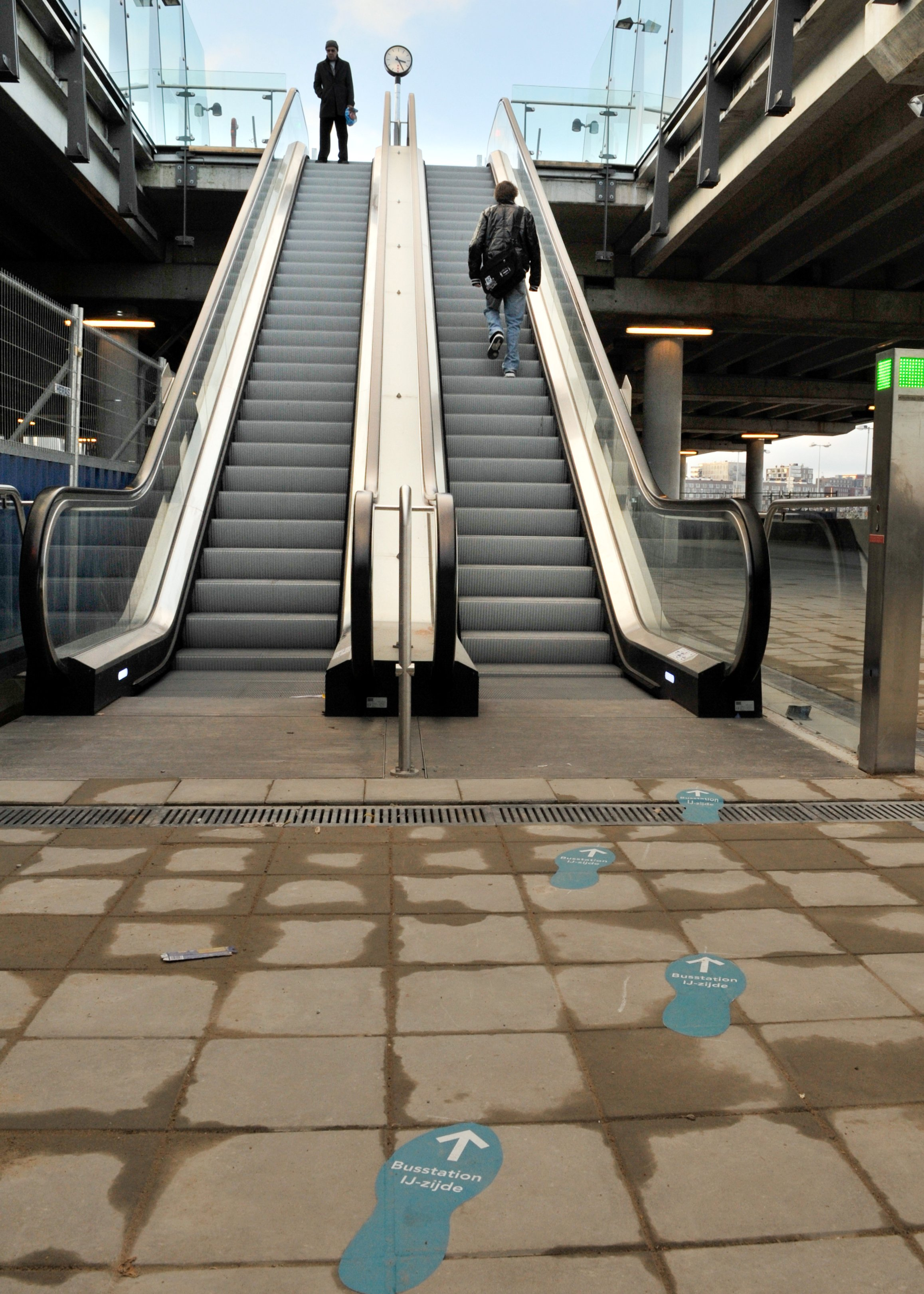
Roltrap naar het hoger gelegen busstation.
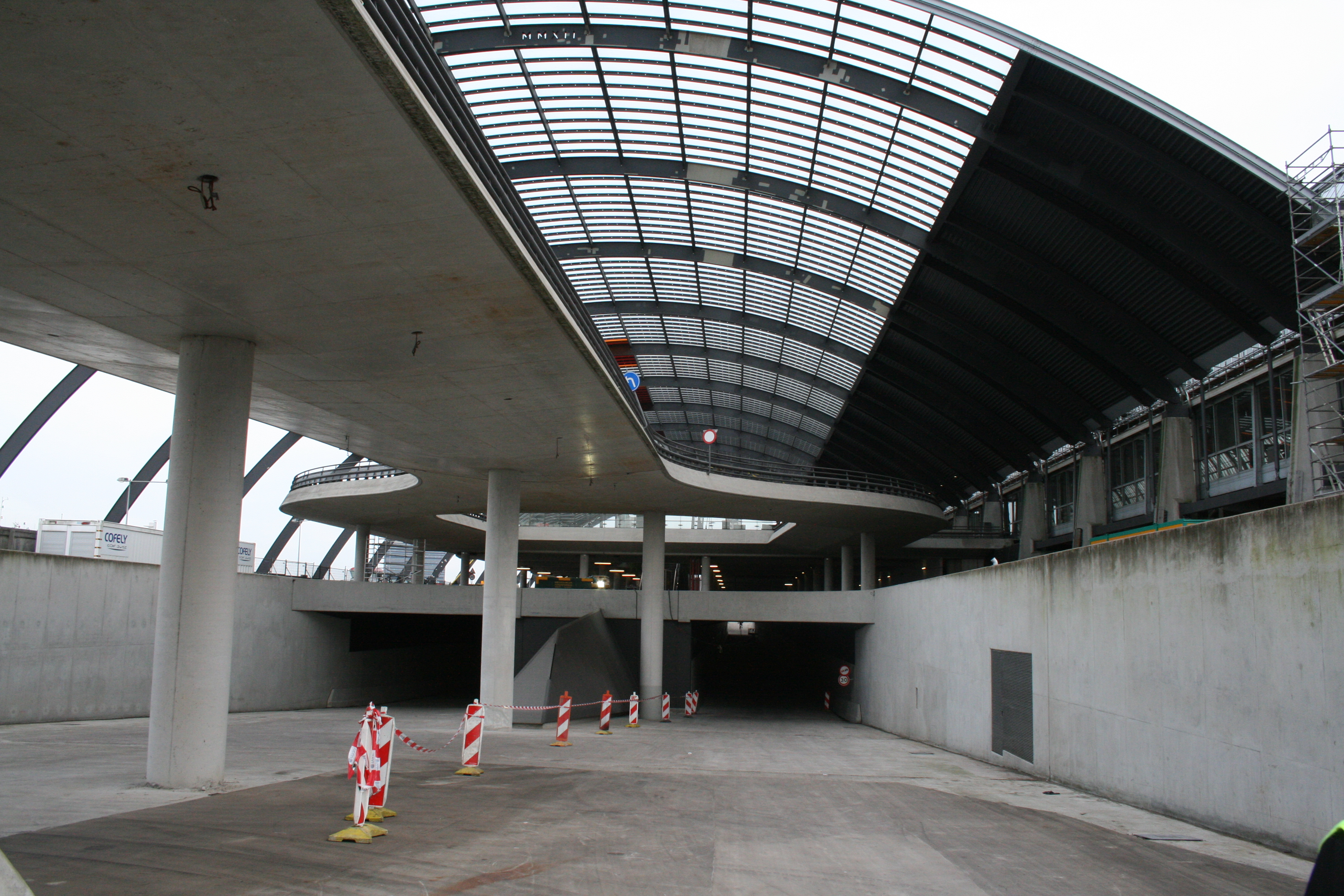
Inrit Michiel de Ruijtertunnel onder busstation Amsterdam Centraal.
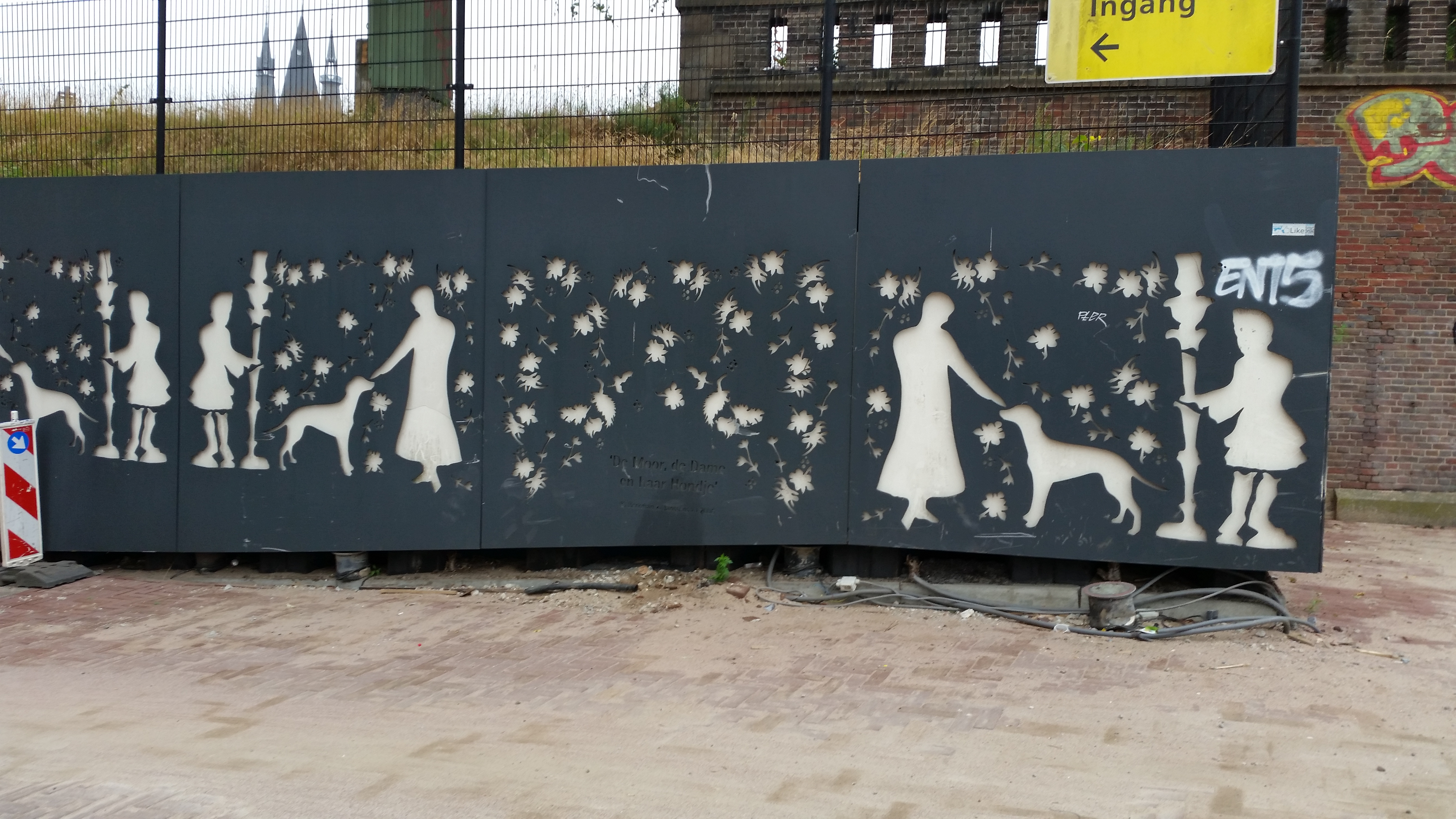
Kunstwerk De moor, de dame en haar hondje uit 2006.